# Goghtanik, Vayots Dzor
Goghtanik là một đô thị thuộc tỉnh Vayots Dzor, Armenia. Dân số ước tính năm 2011 là 213 người.